# 遠藤あやの
遠藤 あやの（えんどう あやの、1993年2月6日 - ）は、ブラジル出身 の日系ハーフのラジオパーソナリティ、アイドル、歌手、タレント、グラビアアイドルである。

## 来歴
- 2010年4月にデビューし、所属事務所は株式会社デルタエンタープライズ。

## 人物
- 身長は153cm、スリーサイズはB83 W58 H88。
- 趣味：発明、料理（和食）。
- 特技：ポルトガル語、乗馬。

また、好きな芸能人に、男性はお笑い芸人・バナナマンの日村勇紀、女性はベッキー

## 出演

### ラジオ
- 『レオナとあやののミュージックデリバリーDX』（レインボータウンFM 木場スタジオから生放送（USTREAM・ListenRaido・サイマル放送でも配信中）、第2土曜日 17:00 - 18:00）

2014年1月11日・2月8日・3月8日・4月12日・5月10日・6月14日・7月12日・8月9日・8月30日・9月13日・10月11日・11月8日・12月13日
2015年1月10日・2月14日・3月14日・4月11日・5月9日・6月13日・7月11日・8月15日・9月12日・10月10日・11月14日・12月12日
2016年
2017年12月9日【最終出演】
- 『レオナとあやののEMOTIONAL BEAT』（レインボータウンFM 木場スタジオから生放送、第3土曜日・第5土曜日 16:00 - 17:00）※現在放送終了

2013年10月19日・11月16日・11月30日・12月21日

### ネット番組
- 『ゴールドラッシュ』（USTREAM&YouTube、隔週土曜日20時 - 21時）※現在放送終了

2012年11月17日 - 2013年末

### DVD
- 『ぴゅあ はいすくーる/遠藤あやの』（2010年10月29日発売、オルスタックピクチャーズ）
- 『熱いぞ!猫ヶ谷!!Vol.1』（2010年11月5日発売、『熱いぞ!猫ヶ谷!!』製作委員会）
- 『おにいちゃんDVD』（2010年11月10日発売、エヌアールプロ）
- 写真集『futomomo』（2011年11月17日発売、KENFACTORY）
- 『CPEキャットファイト!CPE10周年記念興行3Days 俺達のゴールデンキャットファイト!【下巻】』（2012年9月4日発売）
- 『CPEキャットファイト夏祭り どきッ!女だらけのキャットファイト祭2012 フライデーナイトフィーバー【上巻】』（2012年12月28日発売）

### テレビ
- 『熱いぞ!猫ヶ谷!!』（2010年、メ〜テレ / テレビ埼玉 / テレビ神奈川 他） - エキストラ出演
- 『5時に夢中!』（2010年、TOKYO MX） - 「すぎる!!」コーナー取材
- 『スーパーモーニング』（2011年1月21日、テレビ朝日） - 「週刊スパモニランキング」コーナー取材

### 雑誌
- 『週刊ヤングマガジン』（2010年10月25日号【No.45】、講談社）
- 『FLASH』（2012年5月8日・15日号、光文社）
- 『サイゾー』（2012年11月号・12月号・2013年1月号、サイゾー）

### 写真集
- 『インディーズアイドル名鑑』（2012年8月10日発売、河出書房新社）

### CS
- 『グラドルアスリート2010〜水泳編』 （2010年7月2日初回放送、つくばテレビ（スカパーエンタ!371））

### モバイル
- 『月間モバイルアクトレス』（2010年、新潮社）
- 『水着時計』（2011年、美人時計）

### キャンペーンガール
- 『具志堅伝説』（2010年）
- at『コ・メディカル産業展2010 / ドラッグストア流通フェア2010』（2010年9月9日 - 10日、産業貿易センター）
- 『発明大学』（2010年 - 2012年）
- 『ルミエール』（2011年）
- at『コ・メディカル産業展2011 / ドラッグストア流通フェア2011』（2011年9月8日 - 9日、産業貿易センター）
- at『第2回ファッションアイテムEXPO』（2011年10月11日 - 13日、東京ビッグサイト）
- at『コ・メディカル産業展2012 / ドラッグストア流通フェア2012』（2012年9月20日 - 21日、産業貿易センター）

### 広告
- 『Goo美人創(ぐびじんそう）』商品パッケージ（2010年）
- 『舌のお掃除』商品モデル（2012年17週、生活クラブ生活協同組合・千葉）

## ライブ
2014年
- 『アキバなライブ☆カフェ vol.96』（2月9日、秋葉原 eggman tokyo east）
- 『アキバなライブ☆カフェ vol.101』（7月13日、秋葉原 eggman tokyo east）司会

2013年
- 『アキバなライブ☆カフェ vol.93』（11月10日、秋葉原 eggman tokyo east）
- 『保土ヶ谷宿場まつり アイドル祭り』（10月14日、タカオクリニック前ステージ）
- 『アキバなライブ☆カフェ vol.92』（10月13日、秋葉原 eggman tokyo east）
- 『アキバなライブ☆カフェ vol.91』（9月8日、秋葉原 eggman tokyo east）
- 『アキバなライブ☆カフェ vol.90』（8月11日、Akiba Tokyo TUC）
- 『アキバなライブ☆カフェ vol.88』（6月9日、秋葉原 eggman tokyo east）
- 『アキバなライブ☆カフェ vol.87』（5月12日、秋葉原 eggman tokyo east）
- 『アキバなライブ☆カフェ vol.86』（4月14日、秋葉原 eggman tokyo east）

2012年
- EYE PROJECT present's vol.209「藍☆ドール35」（6月25日、神楽坂 EXPLOSION）
- 『Moving Act!! in PENTAGON』（6月19日、秋葉原Studio PENTAGON）
- 『mixijuice☆1.5割増し』（6月17日、東高円寺ロサンゼルスクラブ）
- 舞台『NEXT DRAGON STAGE 公式イベント』（6月17日、亀戸YANAGI）
- 『アキバ的自己満足ライヴvol.33』（6月17日、六本木SHANK）
- 『侍姫 アイドル LIVE Vol.2』（6月16日、下北沢MH）
- Live in Heart LIVE SP mission71.『梅雨の時期でも天使達ゎ元気！！』 （6月10日、Live Garage秋田犬）
- 『しばりん☆ぼっくす〜水玉しばりの日』（6月10日、池袋ビッグバンボックス）
- 『萌えカル文化祭2012-MOE CULTURE FESTIVAL 2012 日本初！ 萌えカルチャー全員集合！！』（6月3日、大田区産業プラザ PiO）
- 撮影会『小泉千秋＆遠藤あやの＆中嶋ありさ撮影会』（6月2日、横浜公園）
- EYE PROJECT present's vol.205「藍☆ドール34」（5月31日、神楽坂 EXPLOSION）
- 『しばりん☆ぼっくす〜おりぼんしばりの日』（5月26日、池袋ビッグバンボックス）
- 『☆チキイズムッ☆vol.14ッ☆』（5月20日、赤坂天竺）
- Zorki Uchida Presents「Seiren（セレーン）vol.5」（5月18日、池袋ビッグバンボックス）
- EYE PROJECT present's vol.203「藍☆ドール33」（5月17日、神楽坂 EXPLOSION）
- 『俺達のゴールデンキャットファイト！』（5月11日、新木場1stリング）
- 『何が起こるか解らない！？キャットファイトミステリーツアーpart3』（5月9日、新木場1stリング）
- オフ会『苺狩り＆ピクニックオフ会』（5月5日、千葉）
- 【Pleasure Casket vol.20】（5月4日、新宿OREBAKO）
- 『LMPスペシルLIVE』（4月29日、アキバ放送Ａスタジオ）
- EYE PROJECT present's vol.203「藍☆ドール32」（4月26日、神楽坂 EXPLOSION）
- 「mixjuice by PB☆QUEEN」（4月25日、東高円寺ロサンゼルスクラブ）
- EYE PROJECT present's vol.202「藍☆ドール31」（4月13日、神楽坂 EXPLOSION）
- 「アキバ的自己満足ライヴVOL.31」（4月15日、六本木SHANK）
- Live in Heart LIVE SP mission67.『新たな出会いの季節』（4月8日、Live Garage秋田犬）
- 『☆チキイズムッ☆vol.13ッ☆』（4月7日、池袋ルイードK3）
- 『☆チキイズムッ☆vol.12ッ☆』（3月31日、新宿ルイードK4）
- EYE PROJECT present's vol.201「藍☆ドール30」（3月28日、神楽坂 EXPLOSION）
- 『しばりん☆ぼっくす〜春しばりの日〜』（3月24日、池袋ビッグバンボックス）
- 『闇市-アイドルオークション-2』（3月18日、池袋ビッグバンボックス）
- 『☆チキイズムッ☆vol.11ッ☆』（3月10日、 渋谷REX）

2011年
- Live in Heart LIVE SP mission54.『暑い!熱い!ライヴ!!』（7月10日、Live Garage秋田犬）
- オフ会『皆、集まれ〜オールでドミニオンッvol.2』（7月9日 - 10日、王子）
- EYE PROJECT present's vol.177（7月3日、神楽坂 EXPLOSION）
- EYE PROJECT present's 茶々主催ライヴ『ChaChaChaChimeVol.1〜茶々と過ごす69の日★ロックよりアニソンでしょ！SP〜』（6月9日、神楽坂 EXPLOSION）
- オフ会『皆、集まれ〜オールでドミニオン』（6月11日 - 12日、王子）
- 【Pleasure Casket vol.11】（5月28日、池袋RUIDO K3）
- Moving ACT!! in PENTAGON（6月2日、秋葉原PENTAGON）
- 『LOVELY DAY vol.1 〜遠藤あやの主催〜』（5月5日、池袋ルイードK3）
- 【Artispark vol.8】（4月4日、渋谷 DESEO）
- 撮影会・オフ会「遠藤あやの・小泉千秋・中嶋ありさの撮影会＆オフ会」（4月17日、代々木公園・歌舞伎町）
- 「アキバ的自己満足ライヴVOL.29」（3月8日、新宿スリーモンキーズカフェ新宿アイランド店）
- オフ会「小泉千秋＆遠藤あやの＆あみと行くＴＤＳリベンジデート」（3月6日、東京ディズニーシー）
- MarvelYell presents AGEAGE☆IDOL☆MIX! vol.21（2月28日、恵比寿LIVE GATE）
- Moving ACT!! AcT.90（2月18日、赤坂MOVE）
- Moving ACT!! AcT.89（2月11日、赤坂MOVE）
- オフ会「小泉千秋＆吉田夏美＆遠藤あやのとお泊まりデート」（2月5日 - 6日、伊豆下田）
- 撮影会「photo club model spot 小泉千秋・遠藤あやの合同撮影会」（1月15日、中野坂上ms-studio）

2010年
- 『☆チキイズムッ☆vol.5☆』（12月26日、新宿ルイードK4）
- 「踊るX'masイブTHE MOVE Liveは赤坂で起きているんだ！！」（12月24日、赤坂MOVE）
- 「ぼんぼやーじゅ with 極〜kiwame〜Vol.4」（11月27日、新宿Top Space）
- EYE PROJECT present's vol.161「藍☆ドール13」（11月26日、神楽坂 EXPLOSION）
- オフ会「遠藤あやの・小泉千秋合同プールオフ会」（11月20日、東京サマーランド）
- 撮影会「photo club model spot 小泉千秋・遠藤あやの合同ソロ撮影会」（11月6日、中野坂上ms-studio）
- イベント「『ぴゅあ はいすくーる』DVD発売記念イベント」（11月3日、ソフマップ音楽CD館4Fイベントスペース）
- Moving ACT!! AcT.78（11月2日、赤坂MOVE）
- 「アキバ的自己満足ライヴVOL.25」（10月26日、新宿PINKBIGPIG）
- 「えるあ〜る Live Edition vol.13」（10月17日、四ツ谷Live inn Magic）
- 「苺祭り21〜苺にプライド持ってるか〜」（10月16日、新宿PINKBIGPIG）
- 「アキバ的自己満足ライヴVOL.24」（10月13日、新宿PINKBIGPIG）
- EYE PROJECT present's vol.156「藍☆ドール12」（9月28日、神楽坂 EXPLOSION）
- Moving ACT!! AcT.73（9月22日、赤坂MOVE）
- 撮影会「photo club model spot レギュラーゆかた撮影会」（9月5日、スタジオピア千束）
- Moving ACT!! AcT.69（8月23日、赤坂MOVE）
- オフ会「遠藤あやの・小泉千秋合同オフ会」（8月21日、新宿歌舞伎町）
- EYE PROJECT present's vol.153「藍☆ドール9」（7月19日、新宿LIVEたかのや）☆初ライブ☆

## 関連事項
- グラビアアイドル